# Rigmor Roxner
Görel Rigmor Roxner, född 29 mars 1958, är en svensk keramiker. 
Roxner, som är verksam i Stockholm, har skapat kärl, reliefer och gallerverk. Hon har i vissa arbeten skapat komplicerade strukturer som i sin formrikedom påminner om islamisk konst. Hon är medlem i Blås & Knåda och har utfört offentlig arbeten i Stockholm, Härnösand och Norrköping.